# Pero rotundata
Pero rotundata là một loài bướm đêm trong họ Geometridae.